# Esquiva Falcão Florentino
Esquiva Falcão Florentino (ur. 12 grudnia 1989) – brazylijski bokser, wicemistrz olimpijski, brązowy medalista mistrzostw świata. 
Występuje na ringu w wadze średniej. W 2011 roku podczas mistrzostw świata amatorów w Baku zdobył brązowy medal w kategorii do 75 kg. Na igrzyskach olimpijskich w Londynie zdobył srebrny medal w kategorii do 75 kg.